# Joe Sakic

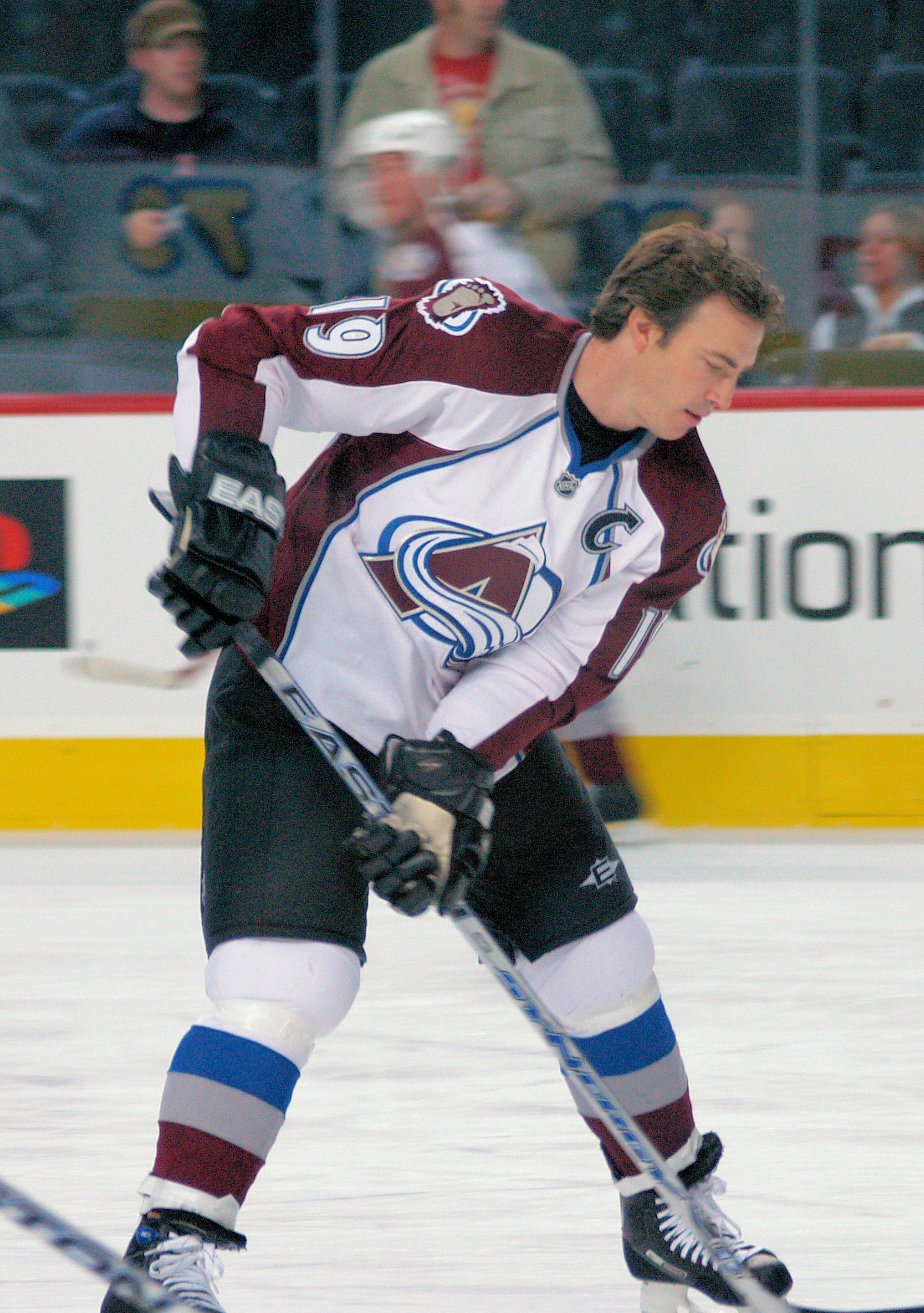
Sakic calentando antes de un partido.

Joseph Steve Sakic (7 de julio de 1969 en Burnaby, Vancouver, Canadá) es un jugador de hockey sobre hielo profesional retirado, que militó en la franquicia de Colorado Avalanche en la National Hockey League desde 1987 hasta 2009.
Sakic jugó durante toda su carrera en la misma franquicia y consiguió dos Stanley Cup en 1996 y 2001, además de varias medallas en campeonatos mundiales de hockey y Juegos Olímpicos de Invierno, y ha sido uno de los principales jugadores de hockey de Canadá.

## Biografía

### Debut como jugador
Joe Sakic nació de padres croatas que emigraron a Canadá, y comenzó a interesarse por el hockey desde niño cuando tenía como ídolo a Wayne Gretzky. Comenzó a disputar partidos de hockey sobre hielo en la British Columbia Amateur Hockey Association a partir de 1985 con el equipo amateur de su ciudad, los Burnaby BC Selects. Al término de la temporada consigue 156 puntos en 80 partidos, por lo que consigue llamar la atención de un equipo júnior, los Lethbridge Broncos (posteriormente League, así como el premio al mejor juvenil canadiense.

### Quebec Nordiques
Joe Sakic sale elegido en el Draft de 1987 de la NHL en decimoquinto lugar por los Quebec Nordiques. Tras la decisión del equipo de mantenerlo en Swift Current durante una temporada, Sakic debuta el 6 de octubre de 1988 con el dorsal #88 ante los Hartford Whalers, donde consiguió dar una asistencia, mientras que su primer gol sería dos días más tarde ante los New Jersey Devils. A pesar de que era uno de los principales candidatos para conseguir el premio a mejor novato de la temporada, una lesión de rodilla le obligó a perderse 10 partidos y truncó sus posibilidades.
En la temporada 1989-90 Sakic consiguió su dorsal predilecto, el #19. En la siguiente temporada fue nombrado cocapitán junto con Steven Finn, y consiguió superar por primera vez la barrera de los 100 puntos por temporada siendo el sexto mayor anotador con 109. A partir de 1992 Sakic conseguiría ser investido como capitán del equipo, bajo cuyo liderazgo los Nordiques pudieron alcanzar los playoff en 1993 y 1995.

### Colorado Avalanche
En mayo de 1995 se anuncia la venta de la franquicia de Quebec Nordiques y el traslado del equipo a Denver, Colorado, para renombrarlo como Colorado Avalanche. Joe Sakic continuó liderando al equipo y realiza una de sus mejores temporadas de su carrera, anotando 120 puntos en la liga regular y 34 en los playoff, consiguiendo que el nuevo equipo ganase la Stanley Cup en el año de su debut y el Trofeo Conn Smythe al mejor jugador durante los playoff. En la temporada 1996-97 Sakic logró el Trofeo de los Presidentes a pesar de haber estado lesionado durante una parte de la temporada, y llevó a su equipo hasta las Finales de Conferencia.
Aunque estuvo a punto de fichar por los New York Rangers por una suma de 21 millones de dólares, Colorado pudo igualar la oferta y el jugador se quedó en Denver. Durante la temporada 1997-98 se vio afectado por una lesión de rodilla, producida cuando disputaba sus primeras Olimpiadas con la selección de Canadá, pero en la temporada 1998-99 consigue reponerse y lidera a su equipo hasta los playoff donde caerían frente a Dallas Stars, eventuales campeones de ese año. En 1999 Sakic logró la cifra de 1000 goles en su carrera en la NHL, siendo la quinta persona en toda la historia del campeonato en lograrlo.
En la temporada 2000-01 Sakic consigue superar los 100 puntos en temporada regular y lideró a su equipo para alzarse con la segunda Stanley Cup de su historia. Además, consiguió tres premios individuales como el Hart Memorial Trophy, Lady Byng Memorial Trophy y Lester B. Pearson Award, siendo uno de los pocos jugadores que fue nominado como mejor de la temporada tanto por la NHL como por sus propios compañeros. En 2002, año en que supera los 1000 partidos como profesional, lidera a su equipo hasta las finales de conferencia perdiendo frente a Detroit Red Wings. El jugador también lograría con la selección de Canadá las medallas de oro en Salt Lake City 2002 y el Mundial de Hockey de 2004.
Con 37 años de edad Sakic continuó en el equipo intentando conseguir el pase a los playoff por el título, y aunque no lograra su propósito en la campaña 2006-07 el jugador consiguió superar otra vez los 100 puntos convirtiéndose en el segundo jugador con esa edad en lograr dicha marca. A pesar de los rumores sobre su retirada, Sakic renovó su contrato en 2008 durante un año más afirmando que mientras se vea en buen estado continuaría jugando.
En 2009 Joe Sakic se retiró definitivamente del hockey.  Su equipo de toda la vida ha decidido retirar su número, el #19, en su honor a partir del 1 de octubre.

## Palmarés

### En equipos
- Stanley Cup: 2 (1996, 2001)
- Campeonato Mundial de Hockey: Oro (2004), Plata (1996)
- Juegos Olímpicos de Invierno: Oro (2002)
- Campeonato Mundial Juvenil: Oro (1988)

### Individual
- Hart Memorial Trophy: 2001
- Lady Byng Memorial Trophy: 2001
- Conn Smythe Trophy: 1996
- Lester B. Pearson Award: 2001